# Chelonoidis niger porteri
Chelonoidis niger porteri is een schildpad uit de familie landschildpadden (Testudinidae). 

## Naam en indeling
De wetenschappelijke naam van de ondersoort werd voor het eerst voorgesteld door Rothschild in 1903. Oorspronkelijk werd de wetenschappelijke naam Testudo porteri gebruikt. Chelonoidis niger porteri was lange tijd een aparte soort naast de galapagosreuzenschildpad (Chelonoidis nigra), maar wordt sinds DNA-onderzoek binnen de systematiek wordt gebruikt, weer als een ondersoort beschouwd. Vroeger werd de schildpad ook wel tot het geslacht Geochelone gerekend. Ook werd lange tijd de soortaanduiding nigrita gebruikt voor deze schildpad. Hierdoor wordt in de literatuur vaak een verouderde wetenschappelijke naam vermeld.
De soortaanduiding porteri is een eerbetoon aan de Amerikaanse marinekaptein David Porter (1780–1843). 

## Uiterlijke kenmerken
De schildpad kan een rugschildlengte bereiken van 130 centimeter, waarmee het een van de grotere soorten galapagosschildpadden is. Het is sterk koepelvormig.De marginaalschilden zijn voorzien van stekelachtige uiteinden.
Het buikschild is relatief groot en zwart van kleur. Mannetjes zijn van vrouwtjes te onderscheiden door een langere en dikkere staart en een iets holler buikschild. De plastronformule is als volgt: abd > hum > fem > an ><  gul > pect.
Mannetjes zijn van vrouwtjes te onderscheiden door een dikkere staart en een iets holler buikschild, daarnaast worden ze groter en hebben een iets platter rugschild.

## Verspreiding en habitat
Deze reuzenschildpad komt voor als endemische diersoort op de Galapagoseilanden (Ecuador, Zuid-Amerika) en daar alleen op het eiland Santa Cruz. De habitat bestaat uit graslanden en andere open gebieden met een wat hogere vochtigheidsgraad. De schildpad wordt gevonden in gebieden met mos en korstmos als begroeiing. De soort is aangetroffen op een hoogte van ongeveer vijf tot 450 meter boven zeeniveau. 

## Levenswijze
De voortplanting vindt plaats van februari tot april, de mannetjes zijn dan agressief tegen elkaar. Als een mannetje een vrouwtje benaderd strekt hij zijn nek en staart uit en ruikt aan het vrouwtje. Tijdens de paring maakt het mannetje grommende geluiden. De vrouwtjes zetten hun eieren af in een flesvormig nest van ongeveer 175 tot 300 centimeter diep. Ze graven het nest in lager gelegen gebieden waar de bodemtemperatuur hoger is. Per seizoen worden een of twee nesten afgezet waarbij gemiddeld negen of tien eieren in worden gedeponeerd. 
De eieren zijn wit van kleur en hebben een broze schaal. Ze zijn bijna rond en zijn ongeveer 58 millimeter breed en 60 mm lang. Als de jongen uit het ei kruipen hebben ze direct een bolvormig schild, ze hebben een schildlengte van ongeveer 60 mm. Op het schild is een patroon van lichtere ringen aanwezig.  Deze ondersoort kan net als andere landschildpadden zeer oud worden, de beroemde schildpad Harriet behoorde tot deze ondersoort. 
Chelonoidis niger porteri is een herbivoor die leeft van verschillende sappige planten zoals cactussen uit het geslacht Opuntia en fruitdragende planten uit het geslacht Psidium. Mogelijk speelt de schildpad een rol bij de verspreiding van de zaden van deze plant. 

## Beschermingsstatus
Het aantal schildpadden op het eiland Santa Cruz voor de komst vabn de mens wordt geschat op ongeveer 35.000. Daar zijn er tegenwoordig nog ongeveer 3400 van over. Met name de introductie van dieren zoals varkens heeft een erg negatieve impact gehad op de populaties. Het aantal schildpadden neemt echter langzaam weer toe. 
Door de internationale natuurbeschermingsorganisatie IUCN is de beschermingsstatus 'ernstig bedreigd' toegewezen (Critically Endangered of CR).